# ERuby
eRuby — язык разметки на языке Ruby. Часто используется для вставки кода на Руби в HTML документ, похож на ASP, JSP и PHP.

## Использование
eRuby позволяет коду, написанному на Ruby, быть встроенным с помощью пары разделителей <% и %>.
Несколько примеров использования:
Однострочный код
```
<% ruby code %>
```

Альтернативная запись:
```
% ruby code
```

Многострочный код
```
<% 3.times do %>

  
* list item

<% end %>

```

Результат:
- list item
- list item
- list item

Этот же код может быть также записан как:
```
% 3.times do
  
* list item
% end

```

Подстановка результата выражения
```
<%= ruby expression %>
```

 — Значение 11 вычисленное из выражения 7 + 4 будет подставлено между разделителей.
Комментарии
```
<%# ruby code %>
```

 — так же как и комментарий в Ruby. Весь Ruby код после символа # игнорируется и ничего не генерирует.

Другие стандартные конструкции в eRuby подобны конструкциям в Ruby, например, подстановка строки с помощью 
```
#{string_name}
```

, что также является схожим с языками Perl или PHP.

## Разновидности
Существует несколько реализаций eRuby:

### eruby
Реализация eRuby на языке Си.

### erb
Реализация eRuby, полностью написанная на Ruby и включённая в стандартную библиотеку Ruby.

### erubis
Реализация eRuby на языке Ruby и также на Java.